# Leonid Gerchikov
Leonid Borisovich Gerchikov (tiếng Nga: Леонид Борисович Герчиков; sinh ngày 17 tháng 8 năm 2001) là một cầu thủ bóng đá người Nga thi đấu cho FC Chertanovo Moskva.

## Sự nghiệp câu lạc bộ
Anh có màn ra mắt tại Giải bóng đá chuyên nghiệp quốc gia Nga cho FC Chertanovo Moskva vào ngày 20 tháng 5 năm 2018 trong trận đấu với FC Murom.